# Démon 2018
Démon 2018 bylo rozsáhlé protiteroristické cvičení záchranářských složek v pražském Kongresovém centru, které se odehrálo 11. září 2018. Jedná se o dosud největší takové cvičení v Česku, do kterého se zapojilo 400 policistů a okolo 2 tisíc najatých rukojmích.

## Scénář
Na probíhající muzikálové představení v Kongresovém centru v Praze zaútočilo dopoledne okolo 40 ozbrojených teroristů a obsadilo celou budovu s cca 2 tisíci civilisty. Teroristé se tím dožadovali propuštění svých společníků z vězení a odmítali jinak vyjednávat.

## Zúčastněné složky
Akce se zúčastnilo více složek v následujícím nasazení:
- cca 400 policistů[2]
  - Útvar rychlého nasazení, krajské zásahové jednotky, pražská speciální pořádková jednotka, letecká služba[2]
  - 4 vrtulníky, 4 zásahová vozidla s plošinou, technika na poskytnutí přenosu obrazu, mobilní velitelsko-štábní pracoviště a další[2]
- Pražští hasiči[3]
  - 6 jednotek[3]
- Pražská záchranná služba[3]
  - speciální vozy Atego a Golema, 6 záchranářských a 3 lékařské vozy[3]
  - 32 záchranářů, 6 lékařů, koroner a dopravní zdravotní služby[3]